# 兵庫県信用組合
兵庫県信用組合（ひょうごけんしんようくみあい）は、兵庫県神戸市中央区に本店を置く、県下最大規模の信用組合である。
ATMでは、「しんくみ お得ねっと」提携信用組合のカードによる出金は自組合扱いとなる。

## 沿革
出典は特記ない限りは公式サイトによる。
- 1951年3月：兵庫県商工信用組合として設立。
- 1983年11月：兵庫県信用組合に改称。
- 1997年
  - 6月：関連会社「けんしんサービス（株）」設立。
  - 11月：阪神労働信用組合の事業を譲り受ける。
- 2004年5月：信用組合全国共同オンラインシステムへ移行。
- 2013年2月：でんさいネット取扱開始。
- 2024年7月：大阪経済大学と中小企業支援のための産学連携・協力協定を締結[3]。